# Argentin női labdarúgó-válogatott
Az argentin női labdarúgó-válogatott Argentína női nemzeti csapata, amelyet az argentin labdarúgó-szövetség (spanyolul: Asociación del Fútbol Argentino) irányít. Mivel nincs hivatásos női labdarúgó-bajnokság Argentínában, ezért javarészt amatőr játékosok alkotják a válogatottat.

## Története

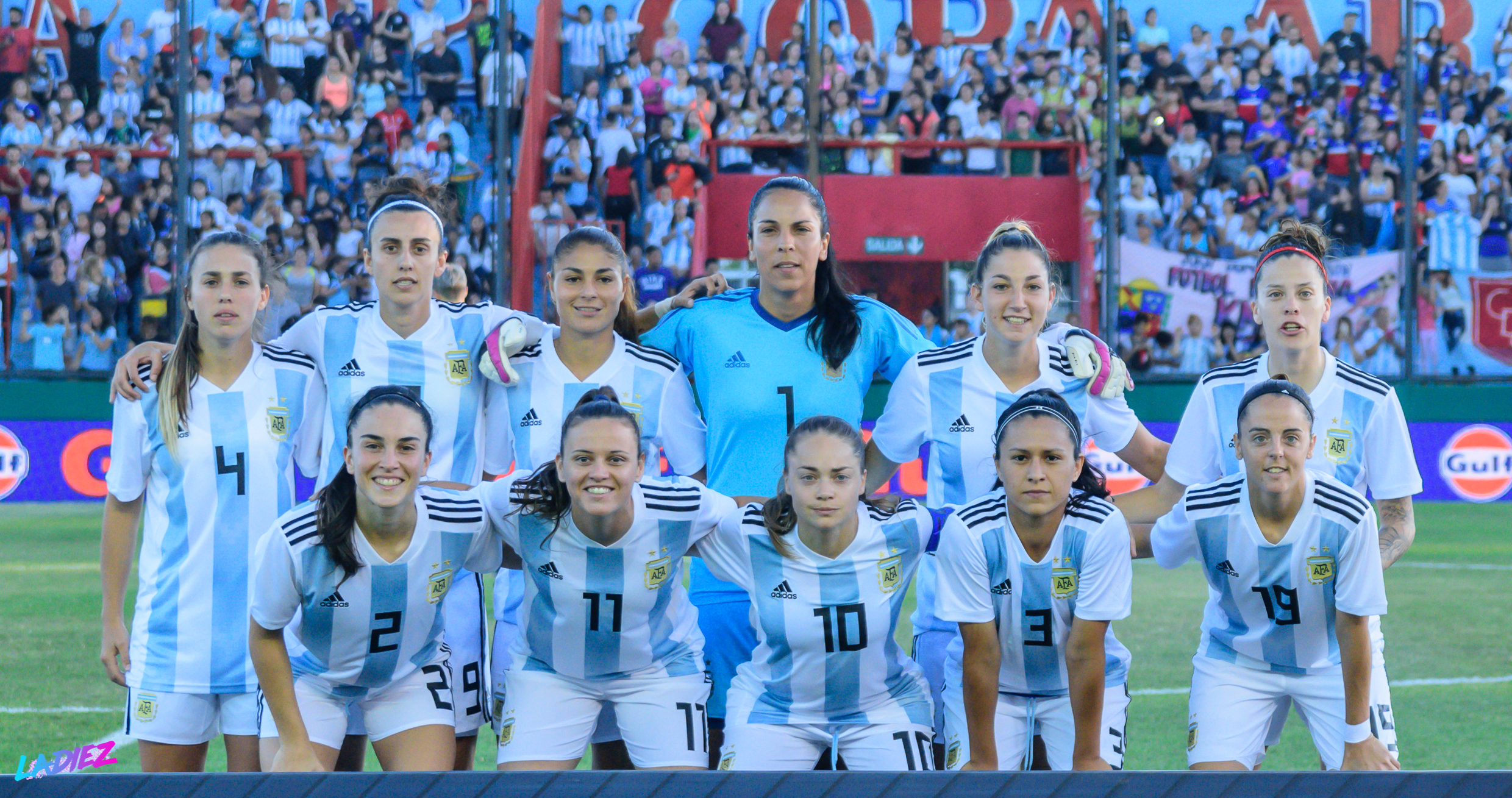
A válogatott 2018-ban Panama ellen.
Felső sor, balról: Adriana Sachs, María Belén Potassa, Vanesa Santana, Vanina Correa, Aldana Cometti, Linda Bravo.
Alsó sor, balról: Agustina Barroso, Florencia Bonsegundo, Estefanía Banini, Eliana Stábile, Mariana Larroquette.

Első hivatalos mérkőzését 1995. január 10-én játszotta a Brazíliában található Minas Geraisben, az ellenfél Ecuador volt. A találkozó 5–1-es argentin győzelmet hozott. Két nappal később, január 12-én ugyanazon a helyszínen Bolívia női nemzeti csapatával mérkőztek meg. A végeredmény 12–0-s argentin diadal lett, ami a mai napig az ország női válogatottjának a legnagyobb arányú győzelme.
A mérkőzéseket a Dél-amerikai női kontinensviadalon, a Sudamericano Femenino keretein belül rendezték meg, ami a csapat első nemzetközi tornája volt. A folytatásban az ősi rivális Brazília ellen nagyarányú, 8–0-s vereséget szenvedtek. A csoportmérkőzéseket a Chile elleni 1–0-s győzelemmel fejezték be, s mivel a brazil csapat mögött a második helyen végeztek, így ez a két válogatott játszhatta a döntőt is. A fináléban ismét brazil győzelem született, ám ekkor már csak 2–0-s különbségű, Argentína így ezüstérmesként zárta a tornát. A torna 1998-as, hazai rendezésű kiírásában a csoportját 100%-os teljesítménnyel megnyerte (sorrendben: Bolívia 9–0; Paraguay 3–0; Uruguay 2–1; Ecuador 2–0), amit a Peru elleni elődöntő követett. A rendes játékidőt és a hosszabbítást követően 1–1-es végeredmény alakult ki, a büntetőpárbajban azonban 4–3 arányban jobbnak bizonyult az Albicelestes. A döntőben újfent Brazíliával mérkőztek, ezúttal a 7–1-es brazil győzelem miatt szintén a dobogó második foka jutott nekik. A 2003 Sudamericano Femenino során a csoportot megnyerve (Paraguay ellen 3–0, Uruguay ellen 8–0) a négyes döntőbe jutott az argentin női válogatott. A bajnoki rendszerben megrendezett döntő során a mindhárom meccsét megnyerő Brazília mögött harmadik alkalommal végeztek az ezüstérmes pozícióban. 2006-ban ismét ők adhattak otthont a Sudamericano Femenino rendezvénynek. A csoportmérkőzéseik során a maximálisan begyűjthető 12 pontot szerezték meg, és így jutottak be a négyes döntőbe. A torna azon szakasza nem indult jól számukra, mivel rögtön az első mérkőzésen Paraguay ellen mindössze 0–0-s döntetlent értek el, míg Brazília 6–0-ra verte Uruguayt. A második mérkőzésén mind Argentína, mind Brazília megszerezte a három pontot. Az utolsó fordulóban egymás ellen játszott a két csapat, Argentínának a végső győzelemhez meg kellett vernie a brazilokat, miközben a Canarinhasnak a döntetlen is elég volt a tornagyőzelemhez. A 0–0-s félidő után Eva Nadia González 66. és María Belén Potassa 68. percben szerzett góljával az argentinok hatalmas meglepetésre legyőzték a legnagyobb riválisukat, és a hazai pálya előnyét kihasználva a sorozatban szerzett három ezüstérmüket követően megnyerték a kontinensviadalt. Az argentin női válogatottnak ez az egyetlen jelentős sikere.
A női labdarúgó-világbajnokságon 2003-ban szerepeltek először, ahol azonban három vereséggel, egy rúgott és tizenöt kapott góllal a csoportmérkőzéseket követően kiestek, az összesítésben pedig a 16., utolsó helyen végeztek. A következő, 2007-es tornára szintén kvalifikálták magukat. A rendezvény borzalmasan kezdődött a számukra: a címvédő Németország elleni mérkőzésen megsemmisítő, 11–0-s vereséget szenvedtek, ami a világbajnokságok legnagyobb arányú győzelme és legtöbb gólt hozó mérkőzés, valamint Argentína történetének legnagyobb arányú veresége is egyben. A további két találkozójukon is vereséget szenvdtek, Japán ellen 1–0, Anglia ellen pedig 6–1 arányban. A tornát ezúttal is a 16. helyen zárták.
A Pánamerikai játékokon 2003-ban vettek rész először. Csoportjukban a második helyen végeztek, így bejutottak az elődöntőbe, ahol Brazília volt az ellenfél. A döntőbe kerülés nem sikerül, mivel 2–1-es vereséget szenvedtek, míg a bronzmérkőzésen Mexikó 4–1-es győzelmet aratott, így a negyedik helyet szerezték meg. A 2007-es tornán már a csoportmérkőzéseket követően kiestek, noha azonos győzelemmel álltak, mint az első két helyezett Egyesült Államok és Mexikó, de a rosszabb gólkülönbségük miatt távozni kényszerültek.
A nyári olimpiai játékokra első ízben a 2008-as kiírásra sikerült kvalifikálniuk magukat a Sudamericano Femenino címvédőjeként.

## Nemzetközi eredmények
Sudamericano Femenino
- Aranyérmes: 1 alkalommal (2006)
- Ezüstérmes: 3 alkalommal (1995, 1998, 2003)
- Bronzérmes: 1 alkalommal (2018)

## Korábbi mérkőzések
| Időpont              | Ellenfél         | Eredmény | Kiírás                |
| -------------------- | ---------------- | -------- | --------------------- |
| 2007. július 12.     | Panama           | 2 – 0    | Pánamerikai játékok   |
| 2007. július 16.     | Mexikó           | 1 – 0    | Pánamerikai játékok   |
| 2007. július 18.     | Egyesült Államok | 0 – 3    | Pánamerikai játékok   |
| 2007. július 20.     | Paraguay         | 5 – 2    | Pánamerikai játékok   |
| 2007. szeptember 10. | Németország      | 0 – 11   | Világbajnokság        |
| 2007. szeptember 14. | Japán            | 0 – 1    | Világbajnokság        |
| 2007. szeptember 17. | Anglia           | 1 – 6    | Világbajnokság        |
| 2008. június 3.      | Long Beach State | 1 – 1    | Barátságos            |
| 2008. június 5.      | Long Beach State | 3 – 0    | Barátságos            |
| 2008. június 14.     | Kanada           | 0 – 5    | Peace Queen Cup       |
| 2008. június 16.     | Új-Zéland        | 0 – 1    | Peace Queen Cup       |
| 2008. június 18.     | Dél-Korea        | 0 – 2    | Peace Queen Cup       |
| 2008. augusztus 6.   | Kanada           | 1 – 2    | 2008-as nyári olimpia |
| 2008. augusztus 9.   | Svédország       | 0 – 1    | 2008-as nyári olimpia |
| 2008. augusztus 12.  | Kína             | 0 – 2    | 2008-as nyári olimpia |

## Következő mérkőzések
Nincs lekötött mérkőzésük.

## Világbajnoki szereplés
| Év       | Eredmény      | Hely | M | Gy | D* | V | Rg | Kg |
| -------- | ------------- | ---- | - | -- | -- | - | -- | -- |
| 1991     | Nem indult    | -    | - | -  | -  | - | -  | -  |
| 1995     | Nem jutott be | -    | - | -  | -  | - | -  | -  |
| 1999     | Nem jutott be | -    | - | -  | -  | - | -  | -  |
| 2003     | Csoportkör    | 16   | 3 | 0  | 0  | 3 | 1  | 15 |
| 2007     | Csoportkör    | 16   | 3 | 0  | 0  | 3 | 1  | 18 |
| 2011     | Nem jutott be | -    | - | -  | -  | - | -  | -  |
| 2015     | Nem jutott be | -    | - | -  | -  | - | -  | -  |
| 2019     | Csoportkör    | 18   | 3 | 0  | 2  | 1 | 3  | 4  |
| Összesen | 3/7           |      | 9 | 0  | 2  | 7 | 5  | 37 |

* Tartalmazza azokat a mérkőzéseket is, amelyeken büntetőpárbajra került sor.

## Sudamericano Femenino-szereplés
| Év       | Eredmény   | M  | Gy | D* | V  | Rg  | Kg |
| -------- | ---------- | -- | -- | -- | -- | --- | -- |
| 1991     | Nem indult | -  | -  | -  | -  | -   | -  |
| 1995     | Ezüstérmes | 5  | 3  | 0  | 2  | 18  | 11 |
| 1998     | Ezüstérmes | 6  | 4  | 1  | 1  | 18  | 9  |
| 2003     | Ezüstérmes | 5  | 3  | 1  | 1  | 17  | 6  |
| 2006     | Aranyérmes | 7  | 6  | 1  | 0  | 21  | 1  |
| 2010     | 4.         | 7  | 3  | 1  | 3  | 7   | 7  |
| 2014     | 4.         | 7  | 3  | 1  | 3  | 11  | 10 |
| 2018     | Bronzérmes | 7  | 4  | 0  | 3  | 15  | 14 |
| Összesen | 7/8        | 44 | 26 | 5  | 13 | 107 | 58 |

* Tartalmazza azokat a mérkőzéseket is, amelyeken büntetőpárbajra került sor.
** A piros keretben jelölt Sudamericano Femenino hazai rendezésű volt.

## Olimpiai szereplés
| Év       | Eredmény      | M | Gy | D* | V | Rg | Kg |
| -------- | ------------- | - | -- | -- | - | -- | -- |
| 1996     | Nem jutott be | - | -  | -  | - | -  | -  |
| 2000     | Nem jutott be | - | -  | -  | - | -  | -  |
| 2004     | Nem jutott be | - | -  | -  | - | -  | -  |
| 2008     | Csoportkör    | 3 | 0  | 0  | 3 | 1  | 5  |
| 2012     | Nem jutott be | - | -  | -  | - | -  | -  |
| 2016     | Nem jutott be | - | -  | -  | - | -  | -  |
| Összesen | 1/6           | 3 | 0  | 0  | 3 | 1  | 5  |

* Tartalmazza azokat a mérkőzéseket is, amelyeken büntetőpárbajra került sor.

## Pánamerikai játékok-szereplés
| Év       | Eredmény   | M  | Gy | D* | V | Rg | Kg |
| -------- | ---------- | -- | -- | -- | - | -- | -- |
| 1999     | Nem indult | -  | -  | -  | - | -  | -  |
| 2003     | 4. hely    | 4  | 1  | 0  | 3 | 7  | 11 |
| 2007     | Csoportkör | 4  | 3  | 0  | 1 | 8  | 5  |
| 2011     | 7. hely    | 3  | 0  | 1  | 2 | 3  | 6  |
| 2015     | 8. hely    | 3  | 0  | 1  | 2 | 3  | 7  |
| 2019     | Ezüstérmes | 5  | 3  | 2  | 0 | 8  | 1  |
| Összesen | 5/6        | 17 | 6  | 3  | 8 | 29 | 30 |

* Tartalmazza azokat a mérkőzéseket is, amelyeken büntetőpárbajra került sor.

## Jelenlegi keret
A 2021-es SheBelieves-kupán résztvevő csapat.
| Szám | Poszt | Név                 | Születési dátum / Kor          | Válogatottság | Gólok | Klub                      |
| ---- | ----- | ------------------- | ------------------------------ | ------------- | ----- | ------------------------- |
| 1    | K     | Solana Pereyra      | 1999. április 5. (21 éves)     | 6             | 0     | Real Unión Tenerife       |
| 2    | V     | Agustina Barroso    | 1993. május 20. (27 éves)      | 51            | 1     | Palmeiras                 |
| 3    | V     | Eliana Stábile      | 1993. november 26. (27 éves)   | 27            | 2     | Boca Juniors              |
| 4    | V     | Marina Delgado      | 1995. június 12. (25 éves)     | 1             | 0     | UAI Urquiza               |
| 5    | KP    | Vanesa Santana      | 1990. szeptember 3. (30 éves)  | 44            | 0     | Sporting Huelva           |
| 6    | V     | Aldana Cometti      | 1996. március 3. (24 éves)     | 44            | 4     | Levante                   |
| 7    | CS    | Yael Oviedo         | 1992. május 22. (28 éves)      | 33            | 3     | Santa Fe                  |
| 8    | KP    | Clarisa Huber       | 1984. december 22. (36 éves)   | 20            | 2     | Boca Juniors              |
| 9    | CS    | Sole Jaimes         | 1989. január 20. (32 éves)     | 35            | 6     | Csangcsun Tácsung Zhuoyue |
| 10   | KP    | Dalila Ippólito     | 2002. március 24. (18 éves)    | 10            | 0     | Juventus                  |
| 11   | CS    | Yamila Rodríguez    | 1998. január 24. (23 éves)     | 16            | 1     | Boca Juniors              |
| 12   | K     | Laurina Oliveros    | 1993. szeptember 10. (27 éves) | 7             | 0     | Boca Juniors              |
| 13   | KP    | Sophia Braun        | 2002. január 26. (19 éves)     | 0             | 0     | Gonzaga Bulldogs          |
| 14   | KP    | Miriam Mayorga      | 1989. november 20. (31 éves)   | 21            | 0     | Boca Juniors              |
| 15   | KP    | Natalie Juncos      | 1990. december 28. (30 éves)   | 11            | 0     | Racing Club               |
| 16   | KP    | Lorena Benítez      | 1998. december 3. (22 éves)    | 8             | 0     | Boca Juniors              |
| 17   | KP    | Valentina Cámara    | 1993. november 18. (27 éves)   | 5             | 0     | Femarguín                 |
| 18   | KP    | Romina Núñez        | 1994. január 1. (27 éves)      | 0             | 0     | UAI Urquiza               |
| 19   | CS    | Mariana Larroquette | 1992. október 24. (28 éves)    | 50            | 25    | Kansas City               |
| 20   | KP    | Daiana Falfán       | 2000. október 14. (20 éves)    | 3             | 0     | UAI Urquiza               |
| 21   | V     | Adriana Sachs       | 1993. december 25. (27 éves)   | 31            | 0     | Boca Juniors              |
| 22   | CS    | Milagros Menéndez   | 1997. március 23. (23 éves)    | 13            | 3     | Granada                   |

## Lásd még
- Argentin labdarúgó-válogatott